# 東武バスセントラル吉川営業所

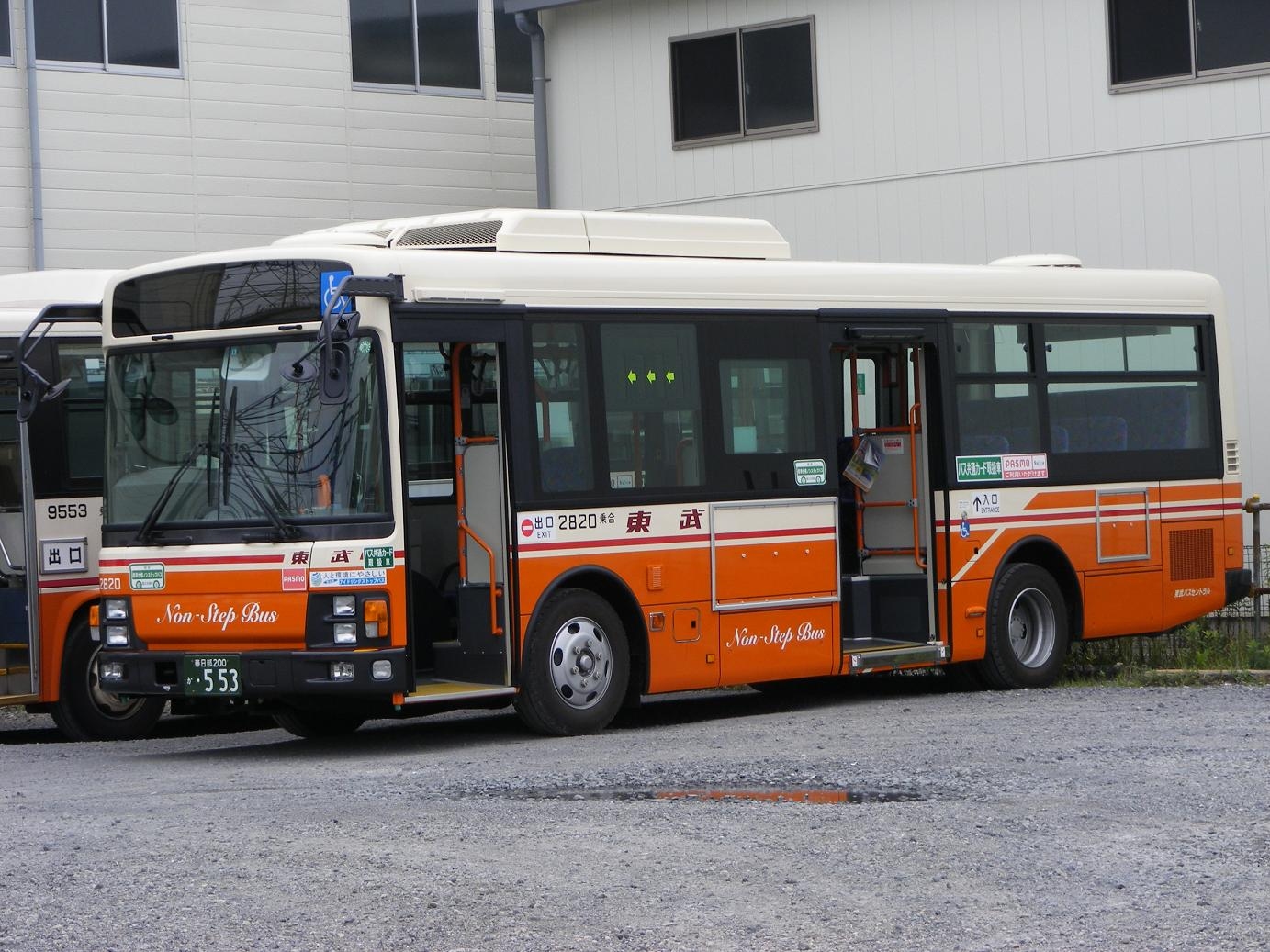
吉川営業所所属車両 (2820)　なお、2024年8月に流山線専用車両になった。

東武バスセントラル吉川営業所（とうぶばすセントラルよしかわえいぎょうしょ）は、埼玉県吉川市栄町にある東武バスセントラルの営業所。最寄り駅は「吉川駅」、最寄りバス停留所は吉川車庫である。組織上、草加営業事務所の傘下となっている。所属車両のナンバーは春日部ナンバーである。

## 沿革
- 1964年2月16日 - 東武バス越谷営業所傘下の吉川出張所として開設。
- 1993年4月1日 - 三郷出張所の営業所化に伴い三郷営業所の傘下となる。
- 2002年4月1日 - 組織変更に伴い東武バスセントラル吉川営業所となり、草加営業事務所の傘下となる。
- 2008年6月28日 - PASMOの使用開始。
- 2022年7月26日 -新型コロナウイルス感染症による影響に伴い、運行に必要な乗務員数を確保することが困難になったため、 一時的に平日の吉05系統（吉川駅北口 ~ 吉川団地 ~ 吉川きよみ野線）の一部便が運休となった。

## 現行路線

### 吉川駅 - ネオポリス線
- 吉02 吉川駅北口 - 吉川車庫 - 吉川ネオポリス - 吉川市役所

### 吉川美南駅・吉川駅 - 吉川団地・きよみ野線
- 吉05 吉川駅北口 - 中野尻 - 吉川団地 - 市役所・おあしす前 - 吉川きよみ野
- 吉06 吉川駅北口 → 中野尻 →吉川団地 → 市役所・おあしす前 → 吉川ネオポリス → 吉川車庫（深夜バス）
- 美南01 吉川美南駅 - 吉川駅北口 - さくら橋 - 吉川団地 - きよみ野一丁目 - 吉川きよみ野　
  - 2012年3月17日：吉川美南駅開業に伴い 吉10 吉川駅北口～吉川団地～おあしす～吉川駅北口（市内循環）線 新設[2]
  - 2014年4月10日：美南01 吉川美南駅～吉川駅北口～さくら橋～吉川きよみ野線の新設[3]
  - 2020年12月26日：吉08及び吉10 廃止。また美南01が1日2便のみに減便[4]

### 三郷中央駅・三郷駅 - 早稲田・三輪野江線
- 早01 三郷駅北口 → 文化会館東 → カトレア公園前 → 丹後郵便局前 → 三郷駅 → 三郷市役所 → 三郷中央駅（早稲田循環）※平日朝一便のみ
- 早01 三郷駅北口 → 文化会館東 → カトレア公園前 → 丹後郵便局前 → 三郷駅北口（早稲田循環）
- 三13 三郷駅北口 - 文化会館東 - 早稲田八丁目 - 前間 - 鹿見塚 - 吉川車庫
- 三15 三郷駅北口 - 文化会館東 - 早稲田八丁目 - 前間 - 鹿見塚 - 吉川車庫 - 吉川駅北口
- 吉07 吉川駅北口 ← 吉川車庫
- 吉09 吉川駅北口 → 吉川車庫 → 鹿見塚 → 宮前 → 平成園前 → 鹿見塚 → 吉川車庫 → 吉川駅北口（宮前循環）※土休日のみ運行
  - 2007年4月11日：吉川駅北口 - 三郷駅 - 三郷中央駅線、吉川駅北口 - 平成園前 - 吉川駅北口線開設[5]
  - 2012年3月17日：吉09 が土休日のみの運行に変更[2]
  - 2017年（平成29年）10月23日 - ダイヤ改正により早01の三郷中央駅発着便を減便。[6]
  - 2023年（令和5年）5月22日 - ダイヤ改正により早01は三郷中央駅発着便が三郷駅北口→早稲田循環→三郷市役所→三郷中央駅の平日午前一便のみとなる。（三郷中央駅始発便は運行がなくなる）[7]

### 流山線
下記の流山市内を運行する路線は、いずれもかつては東武バスイースト西柏営業事務所（現：東武バスセントラル西柏営業事務所）管轄路線であったが、2011年10月1日より当営業所との共同運行となり、2012年7月1日からは当営業所単独運行となった。そのため2012年当時は、東武バスセントラルでは松戸市内で路線を持つ八潮営業所・三郷営業所（2015年に、松戸市内発着便は八潮営業所に移管）と共に、千葉県内で運行路線を持つことになっていた。なお、2021年10月1日からは、東武バスイーストがセントラルに統合されるため、東武バスセントラルが千葉県内で運行するのは当営業所（流山市内）、八潮営業所（松戸市内）、西柏営業事務所・沼南営業所（主に柏市・流山市内）の4つとなる。
2023年7月に「流山専用車両」の制度が設けられ、下記3つの系統で使用される車両は「流山専用車両」のみとなったが、2025年8月に制度廃止となり、車両の運用上の制限がなくなった。
- 西柏07 流山おおたかの森駅西口 - 流山警察署前 - 三輪茂侶神社前 - 下花輪 - クリーンセンター
- 南流01 南流山駅 - 平和台駅前 - 流山市役所入口 - 下花輪 - クリーンセンター
- 南流02 南流山駅 - 平和台駅前 - 流山市役所入口 - 三輪茂侶神社前 - 流山警察署前 - 流山おおたかの森駅西口
- 南流02 南流山駅 - 平和台駅前 - 流山市役所入口 - 三輪茂侶神社前

なお、南流02系統は平日ダイヤの始発の南流山駅行と全日の南流山駅発の最終2本は入出庫の関係で、途中の三輪茂侶神社前停留所発着となる。

## 廃止・移管路線
- 有51 三郷中央駅 - 戸ヶ崎 - 大谷田 - 亀有駅北口（葛飾営業所に移管し乗降方式を前乗り先払いに変更）[10]
- 有52 吉川団地 - 吉川駅（後に北口・南口） - 八条橋 - 戸ヶ崎 - 飯塚橋 - 亀有駅北口（後の有51・有53）[11]
- 有52 三郷団地 - 三郷駅 - 三郷市役所入口 - 戸ヶ崎 - 飯塚橋 - 亀有駅北口[11]
- 吉01 吉川団地 - ※ - 吉川駅（後に北口）※：本吉川経由→吉井橋（二郷半用水）経由→中野尻経由
- 吉02 吉川駅 - 吉川高校
- 吉03 道庭→吉川駅南口
- 吉08 吉川駅北口 - さくら橋 - 吉川団地 - きよみ野一丁目 - 吉川きよみ野
- 吉10 吉川駅北口 → 吉川団地 → 市役所・おあしす前 → 吉川ネオポリス → 吉川車庫 → 吉川駅北口（吉川市内循環）
- 草08 吉川車庫 - 柿ノ木二区 - 草加駅
- 越01 越谷駅 - 藤塚 - 野尻 - 吉川車庫 - 吉川ネオポリス（後の越03）
- 越05 越谷駅 - 藤塚 - 本吉川 - 前新田 - 鹿見塚 - 吉川車庫
- 三01 吉川車庫 - 前新田 - 三郷駅北口（後の三11）
- 三01 吉川車庫 - 半田 - 三郷駅北口
- 三10 新三郷駅 - 三郷団地 - 吉川美南駅 の朝晩一部便。他は三郷営業所担当[12][13]
- 三12 吉川駅北口 - 中野尻 - 前新田 - 三郷駅北口
- 三14 三郷中央駅 - 三郷市役所 - 三郷駅北口 - 文化会館東 - 早稲田八丁目 - 前間 - 鹿見塚 - 吉川車庫[10]
- 三16 三郷中央駅 - 三郷市役所 - 三郷駅北口 - 文化会館東 - 早稲田八丁目 - 前間 - 鹿見塚 - 吉川車庫 - 吉川駅北口[10]
- 早02 三郷駅北口→丹後神社前→うぐいす公園入口→三郷駅北口（早稲田西循環） ※マイスカイ交通へ移管、循環運転を解消してM-60・M-61などの系統で運行継続中

## 車両
三郷・吉川・西柏・沼南の各営業所は2025年現在、いすゞ車が指定車種となっている。吉川営業所に在籍する車両のほとんどはいすゞ車だが、3台だけ日野車が在籍している。なお、吉川営業所に在籍する車両は、2025年現在全てノンステップバスである。 
車両の運用について
大型車は吉川駅発着系統で使われている。 
中型車は三郷駅発着系統と流山線で使用されているが、ごく稀に吉川駅発着系統でも使用されている。2023年から2025年までは運賃形態の違いの都合から流山線を走る車両のみ、流山専用車両の制度が設けられていたが前述の通りその制度は廃止された。  
出入庫は大型車の場合、原則吉川きよみ野と吉川車庫の間を送り込み回送としている。 
中型車は三郷駅発着系統の場合、三13や三15系統で出入庫を並行して行い、流山線車両は、原則2023年に開通した三郷流山橋有料道路を回送する。その為に元流山専用車両にはETCが装着されているが実際この橋はETCは使用できない。また前述の通り、南流02系統の平日の始発便1本と全日の最終2本は途中の三輪茂侶神社前発着となり、この場合は当有料道路に入線することができないため、客扱い前後に流山街道を経由し、埼玉県吉川市と千葉県野田市を結ぶ玉葉橋を通って回送される。なお有料道路開通以前は玉葉橋経由での出入庫が基本であった。  